# Thorshammerhallet
Thorshammerhallet ist ein Gletscherhang im ostantarktischen Königin-Maud-Land. Er liegt an der Nordseite des Gebirges Sør Rondane und erstreckt sich zwischen 21° und 27° östlicher Breite.
Wissenschaftler des Norwegischen Polarinstituts benannten ihn nach der Thorshammer, einem Fabrikschiff für den Walfang.